# トマス・エジャートン (第2代ウィルトン伯爵)

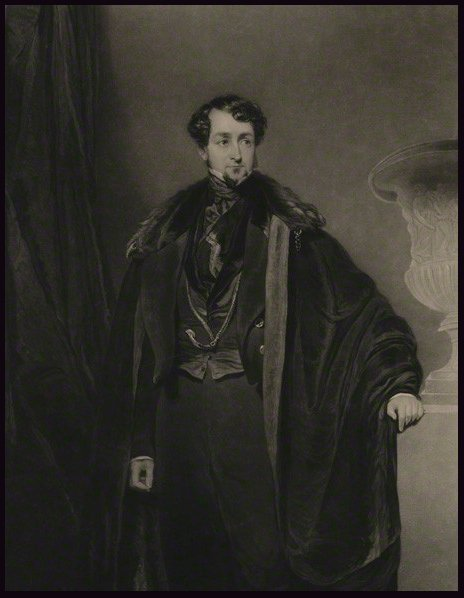
第2代ウィルトン伯爵。原作ジョン・ボストック、チャールズ・ターナーによるメゾチント、1835年出版。

第2代ウィルトン伯爵トマス・エジャートン（英語: Thomas Egerton, 2nd Earl of Wilton GCH PC、1799年12月30日 – 1882年3月7日）、出生名トマス・グローヴナー（Thomas Grosvenor）は、イギリスの貴族、政治家。第1次ピール内閣期に宮内長官（在任：1835年1月 – 4月）を務めた。

## 生涯

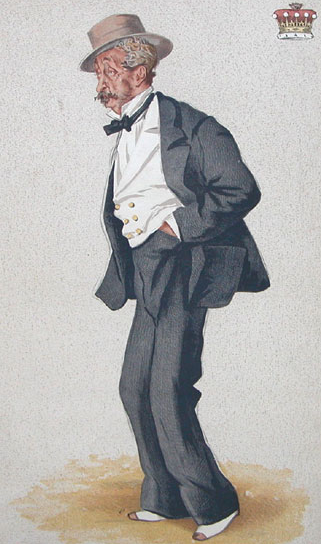
『バニティ・フェア』1873年8月23日号におけるカリカチュア、ジェームズ・ティソ画。

初代ウェストミンスター侯爵ロバート・グローヴナーと妻イリナ（Eleanor、旧姓エジャートン（Egerton）、1770年7月21日 – 1846年11月29日、初代ウィルトン伯爵トマス・エジャートンの娘）の次男として、1799年12月30日にミルバンク・ハウス（Milbank House）で生まれ、セント・ジョンズ教会で洗礼を受けた。1814年9月23日に母方の祖父が死去すると、ウィルトン伯爵位の特別残余権（special remainder）に基づき爵位を継承した。ウェストミンスター・スクールで教育を受けた後、1817年10月31日にオックスフォード大学クライスト・チャーチに入学した。
1821年11月27日、国王の認可状を受けて姓をグローヴナーからウィルトン伯爵家の姓であるエジャートンに改めた。
1834年6月10日、オックスフォード大学よりD.C.L.の学位を授与された。
保守党内閣である第1次ピール内閣では1835年1月2日に宮内長官に、1835年2月18日に枢密顧問官に任命され、同年4月に宮内長官を辞任した。1835年、ロイヤル・ゲルフ勲章ナイト・グランド・クロスを授与された。
1840年11月7日、女王所有タワー・ハムレッツ民兵隊隊長に任命された。1852年9月11日、タワー・ハムレッツの副統監に任命された。1862年2月19日、タワー・ハムレッツ民兵隊の軽歩兵連隊の名誉連隊長に任命された。
1842年9月24日、ザクセン王フリードリヒ・アウグスト2世にガーター勲章を授与するためのガーター授与使節団長に任命され、同日に信任状を受けた。10月2日にドレスデンに到着して、4日に信任状を奉呈した後、8日にフリードリヒ・アウグスト2世にガーター勲章を授与、12日にドレスデンを発った。フリードリヒ・アウグスト2世はウィルトン伯爵にルーの王冠勲章を授与した。
1882年時点でランカシャーに8,013エーカーの、スタッフォードシャーに853エーカーの、ウェスト・ライディング・オブ・ヨークシャーに775エーカーの、サマセットに196エーカーの、レスターシャーに33エーカーの、シュロップシャーに1エーカーの領地を所有し、合計で年収31,234ポンド相当だった。
1882年3月7日にレスターシャーのエジャートン・ロッジ（Egerton Lodge）で死去、息子アーサー・エドワード・ホランド・グレイが爵位を継承した。

## 私生活

### 家族

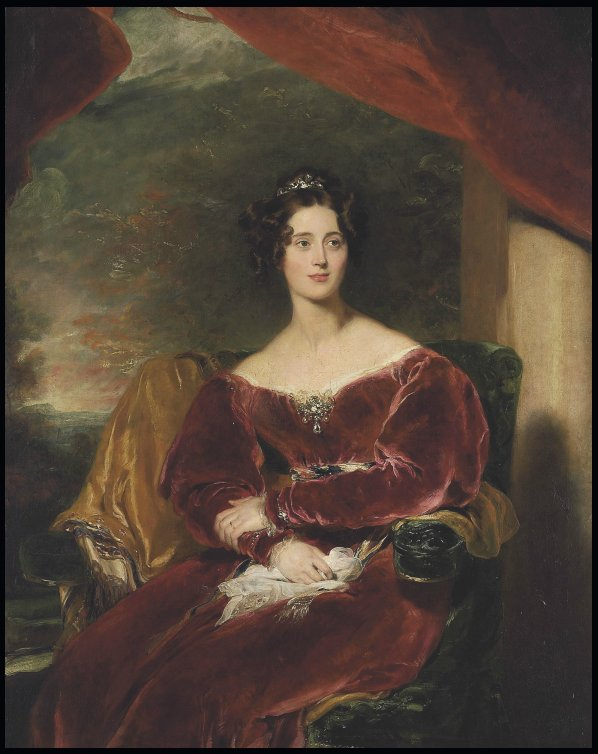
ウィルトン伯爵夫人メアリー・マーガレット。トーマス・ローレンス画、1829年。

1821年11月29日、メアリー・マーガレット・スミス＝スタンリー（Mary Margaret Smith-Stanley、1801年3月23日 – 1858年12月16日、第12代ダービー伯爵エドワード・スミス＝スタンリーの娘）と結婚、5男7女をもうけた。
- イリナ・アメリア・グレイ（1823年8月20日 – 1824年6月19日[14]）
- トマス・グレイ（1825年10月9日 – 1830年4月23日[1][14]）
- メアリー・グレイ（1827年4月7日 – 1838年3月18日[14]）
- マーガレット・グレイ（1830年1月29日 – 1831年6月29日[14]）
- アーサー・グレイ（1831年5月2日 – 1831年6月29日[1]）
- エリザベス・グレイ（1832年7月5日[14] – 1892年3月14日） - 1853年10月12日、第23代ド・ルース男爵ダドリー・フィッツジェラルド＝ド・ルース（英語版）（1907年4月20日没）と結婚、子供あり[15]
- アーサー・エドワード・ホランド・グレイ（1833年11月25日 – 1885年1月18日） - 第3代ウィルトン伯爵、初代グレイ・ド・ラドクリフ男爵[1]
- キャサリン・グレイ（1835年3月17日[14] – 1920年1月28日） - 1861年7月23日、ヘンリー・ジョン・クック閣下（Hon. Henry John Coke、1916年11月12日没、初代レスター伯爵トマス・クックの息子）と結婚、子供あり[15]
- エミリー・アグネス・グレイ（1837年8月8日 – 1839年12月25日[14]）
- シーモア・ジョン・グレイ（1839年1月17日 – 1898年1月3日） - 第4代ウィルトン伯爵[15]
- アリス・マグダレン・グレイ（Alice Magdalen Grey、1842年9月13日[14] – 1925年12月21日） - 1863年8月13日、第5代準男爵サー・ヘンリー・ダルリンプル・ド・ヴー（英語版）（1894年1月20日没）と結婚、子供あり[15]

2人は同時代の社交界ではつまらない夫婦と評され、メアリーの異母姉は1831年に「ウィルトン夫婦は愛想よくしようとする努力をしていない。レディ・ウィルトンは松の板（a deal board）ほどの感性もなく、彼女と住む人々も結構つまらないと感じた（a deal bored）だろう」と酷評している。一方でヒートン・パークで頻繁にパーティーを開催するなど豪奢な生活を送っており、初代ウェリントン公爵アーサー・ウェルズリー、政治家ベンジャミン・ディズレーリ、女優ファニー・ケンブル、サーカス芸人トム・サム将軍がよくヒートン・パークを訪れた。1858年にメアリーが死去した後はヒートン・パークよりメルトン・モウブリーやロンドンの邸宅で過ごすことが多くなり、1866年にはヒートン・パークを売却しようとして失敗している。
1863年9月12日、スーザン・イザベラ・スミス（Susan Isabella Smith、1916年1月23日没、エルトン・スミスの娘）と再婚したが、2人の間に子供はいなかった。

### スポーツ

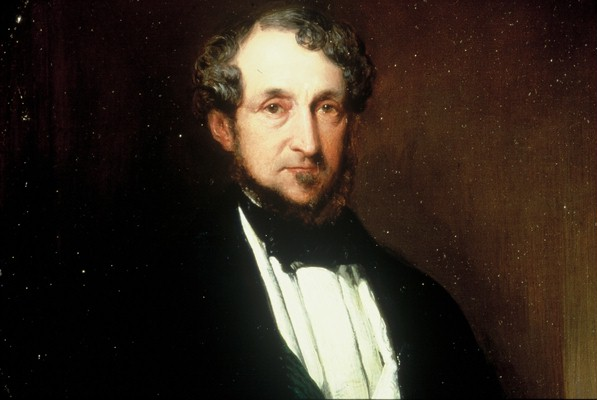
ジェームズ・H・エドガー（James H. Edgar）による肖像画、1857年と1870年の間。

政治よりスポーツに興味を持ち、多くのヨットを所有したことで知られる。1844年7月にマージー・ヨット・クラブ（Mersey Yacht Club、同年9月に特許状を得てロイヤル・マージー・ヨット・クラブに改名）が設立されたときにも会員になった。
領地のヒートン・パークでは1827年に競馬レースのヒートン・パーク・レース（Heaton Park Races）を創設した。